# یوردان یووکوف
یوردان استفانوف یووکوف (به بلغاری: Йордан Стефанов Йовков) ‏ (۹ نوامبر ۱۸۸۰–۱۵ اکتبر ۱۹۳۷)، نویسنده و داستان‌نویس اهل بلغارستان

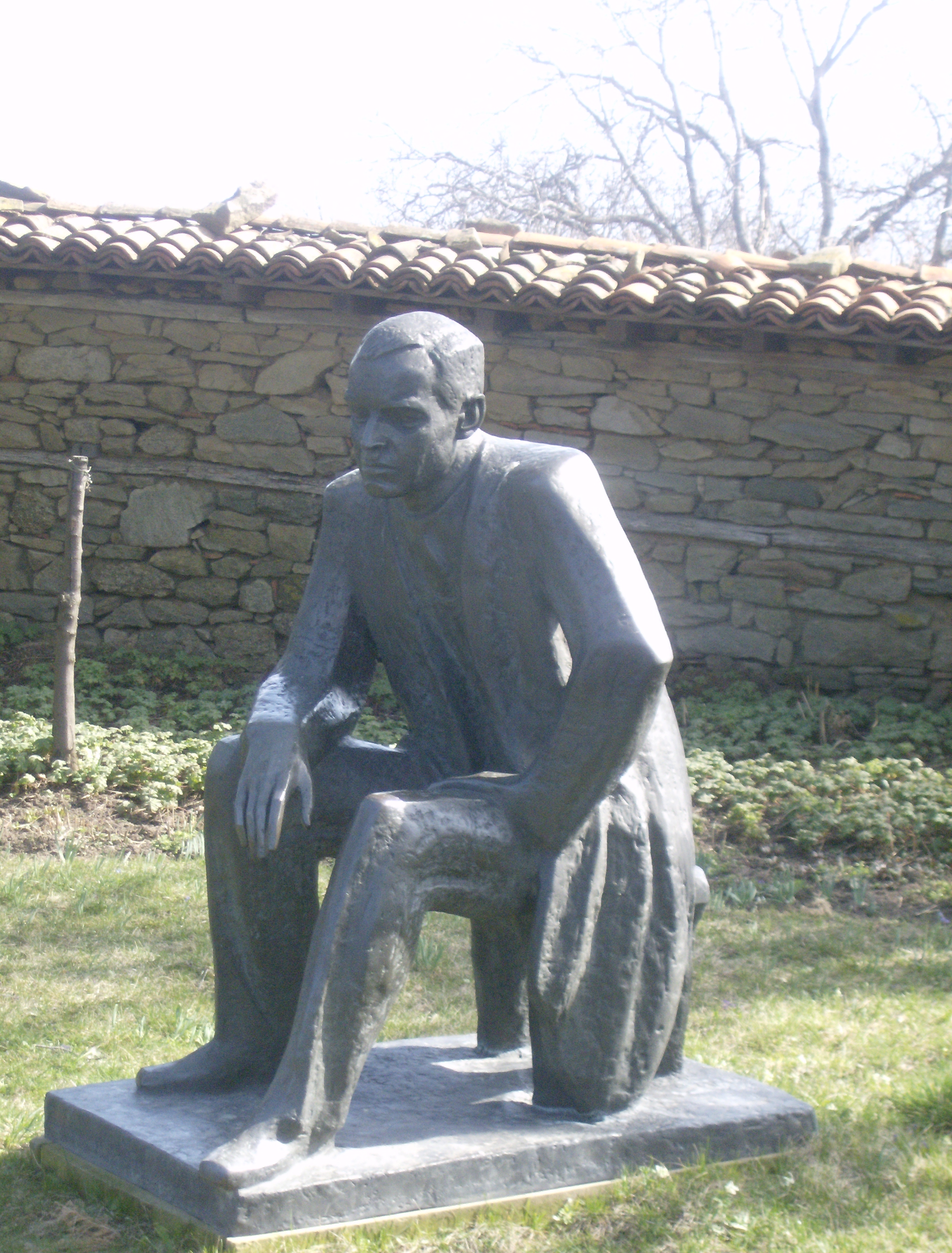

آثار
- استار پلانینا
- شکوه چوپان
- دروگران (۱۹۲۰)
- کشتزار پیرامون مرز
- حوادث گورلوموو
- درام البه نا (۱۹۳۰)
- بوریانا (۱۹۳۲)
- یک مرد معمولی
- ولگادین با خدا حرف می‌زند
- آخرین خوشحالی
- رزی دو
- ماجرایی از روستای دیگر
- پر درخت شده
- پدر و پسر
- کوشوتا
- پستولوو
- یک قراول
- اینجه
- شی بیل
- بوژورا
- مطمئن‌ترین پاسداران (۱۹۲۹)